# Sacanta
Sacanta är en ort i Argentina.   Den ligger i provinsen Córdoba, i den centrala delen av landet, 500 km nordväst om huvudstaden Buenos Aires. Sacanta ligger 166 meter över havet och antalet invånare är 2 791.
Terrängen runt Sacanta är mycket platt. Runt Sacanta är det glesbefolkat, med 14 invånare per kvadratkilometer.. Sacanta är det största samhället i trakten.
Trakten runt Sacanta består till största delen av jordbruksmark.